# شهرستان جیشان
شهرستان جیشان (به لاتین: Jishan County) یک منطقهٔ مسکونی در چین است که در یانگچنگ واقع شده‌است.